# Asynapta umbra
Asynapta umbra är en tvåvingeart som beskrevs av Ephraim Porter Felt 1914. Asynapta umbra ingår i släktet Asynapta och familjen gallmyggor.
Artens utbredningsområde är New York. Inga underarter finns listade i Catalogue of Life.